# Кипшеньга
Кипшеньга — село в Никольском районе Вологодской области.
На картах может быть обозначено как Кипшенга. Под таким названием было внесено в реестр населённых пунктов Вологодской области в 1999 году, в 2001 году название в реестре было изменено на Кипшеньга.
Входит в состав Теребаевского сельского поселения, с точки зрения административно-территориального деления — центр Теребаевского сельсовета.
Расположено на берегу реки Кипшенги. Расстояние по автодороге до районного центра Никольска — 18 км, до центра муниципального образования Теребаево — — км. Ближайшие населённые пункты — Тарасово, Подол, Вырыпаево, Теребаево, Мякишево.
По переписи 2002 года население — 173 человека (89 мужчин, 84 женщины). Преобладающая национальность — русские (99 %).